# エスタディオ・レオン
エスタディオ・レオン（スペイン語: Estadio León、非公式名称: ノウ・カンプ - Nou Camp）は、メキシコ・グアナフアト州のレオンにある多目的スタジアムである。

## 概要
1967年に建設された。収容人数は33,943人。主にサッカーの試合に利用されており、メキシコの国内最上位サッカーリーグであるプリメーラ・ディビシオンに所属するクラブ・レオンが本拠地として利用している。立地と施設面の良さから、エスタディオ・レオンは1970 FIFAワールドカップ、1986 FIFAワールドカップの開催地に選出された。
また、1968年に開催されたメキシコシティーオリンピックではサッカー競技の会場となり、数試合で使用されている。この際の収容人数は23.609人だった。